# 竿蓁林駅
竿蓁林駅（かんしんりんえき）は、台湾新北市淡水区にある新北捷運淡海軽軌緑山線の駅。駅は淡金公路と坪頂路の交差点北側に設置され駅番号はV02。付近の古い地名である竿蓁林が由来。

## 歴史
- 2014年11月23日 - 当駅を含む工区起工[1]。
- 2016年5月13日 - 駅名確定[2]。
- 2018年
  - 4月 - 駅番号変更（G1A→V02）[3]。
  - 12月24日 - 開業[4]。

## 駅構造
相対式ホーム2面2線の高架駅。

### 駅階層
| 地上 二階                      |                                                              |                        |
| 相対式ホーム、右側のドアが開く |                                                              |                        |
| 1番線                          | ←■緑山線 崁頂方面、藍海線直通 淡水漁人碼頭方面（淡金鄧公駅） |                        |
| 2番線                          | →■緑山線 紅樹林方面（紅樹林駅）→                             |                        |
| 相対式ホーム、右側のドアが開く |                                                              |                        |
|                                | コンコース、自動券売機、簡易改札機、エスカレーター           |                        |
| 地上 一階                      | 出入口                                                       | 出入口、エスカレーター |

## 利用状況
| 年   | 年間利用客数 | 年間利用客数 | 年間利用客数 | 年間利用客数 | 1日平均 | 1日平均 |
| 年   | 乗車         | 下車         | 乗降計       | 出典         | 乗車    | 乗降    |
| ---- | ------------ | ------------ | ------------ | ------------ | ------- | ------- |
| 2018 | 資料なし     | 資料なし     | 資料なし     | [ 注 2 ]     | -       | -       |
| 2019 | 132,000      | 189,000      | 321,000      | [ 注 3 ]     | 395     | 961     |
| 2020 | 177,000      | 236,000      | 413,000      | [ 7 ]        | 484     | 1,128   |
| 2021 | 198,000      | 244,000      | 442,000      | [ 8 ]        | 542     | 1,211   |

## 駅周辺
- 尚海社区管理委員会
- 淡水清淞温泉
- 山海大地

## 隣の駅
新北捷運
■淡海軽軌緑山線
紅樹林駅 (V01) - 竿蓁林駅 (V02) - 淡金鄧公駅 (V03)

### 註釈
1. ↑  ただし各年の『新北市捷運統計年報』では、年間の数値が千人単位での公表であり、1日平均の場合は誤差が出ることを考慮する必要がある。
2. ↑  無料期間
3. ↑  平均は2月1日の有料化後、334日間で算出[6]